# Liste der im Raum der Stadt und Republik Bern tätigen Hafner

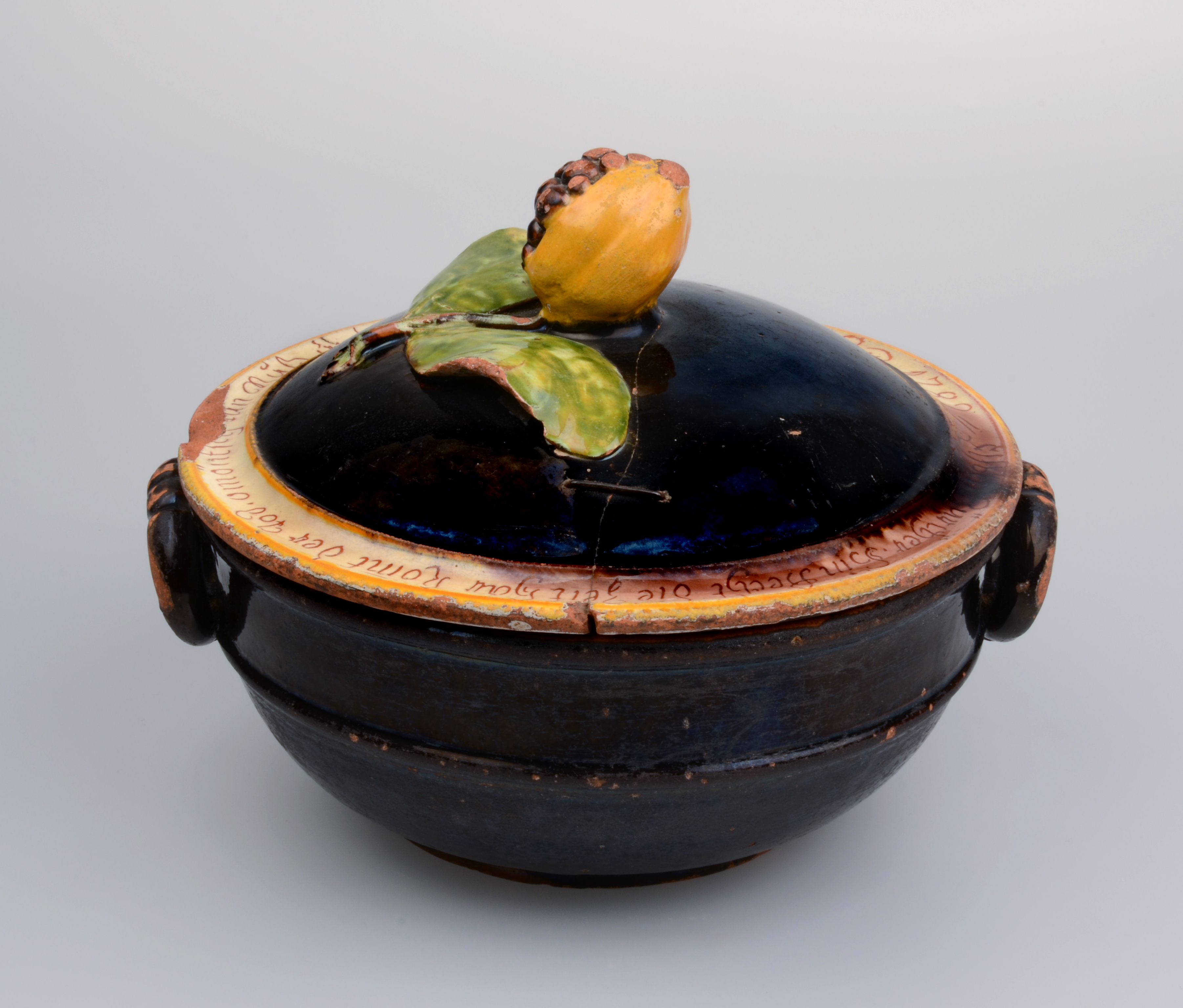
Terrine aus Langnau im Emmental (1782)

Die Liste umfasst die im Raum der Stadt und Republik Bern (bis 1798) tätigen Hafner.

## Bern
| Bild | Name                         | Lebenszeit | Tätig, zünftig | Bemerkungen                               | Signatur | Bild Signatur |
| ---- | ---------------------------- | ---------- | -------------- | ----------------------------------------- | -------- | ------------- |
|      | Vinzenz Düdinger             |            | 1430–1454      |                                           |          |               |
|      | Heinrich Hafner              |            | 1449           |                                           |          |               |
|      | Hans Wanner                  |            | 1505–1521      |                                           |          |               |
|      | Hoffmeister                  |            | 1507           |                                           |          |               |
|      | Heinrich von Rheinfelden     |            | 1508           |                                           |          |               |
|      | Niklaus Wanner               |            | 1513–1525      |                                           |          |               |
|      | Hans Suter                   |            | 1519           |                                           |          |               |
|      | Urslin Wanner                |            | 1527           |                                           |          |               |
|      | Marti                        |            | 1527–1534      |                                           |          |               |
|      | Heinrich Kretz               |            | 1531–1538      |                                           |          |               |
|      | Stefan Küng                  |            | 1531–1538      |                                           |          |               |
|      | Adam Kretz                   |            | 1552–1585      |                                           |          |               |
|      | Felix Meyer                  | † 1577     | 1552–1577      |                                           |          |               |
|      | Johannes Gut                 |            | 1555           |                                           |          |               |
|      | Stoffel Spanegger            |            | 1552–1561      |                                           |          |               |
|      | Sulpitius Hüssler            | † 1581     | 1568–1580      |                                           |          |               |
|      | Hans Hüssler                 | † 1611     | 1566/67        |                                           |          |               |
|      | Wendel Fry                   |            | 1569–1582      |                                           |          |               |
|      | Rudolf Spiess                |            | 1562–1576      |                                           |          |               |
|      | Hans Jakob Spiess            |            | 1580–1613      |                                           |          |               |
|      | Hans Dillis                  |            | 1580–1600      |                                           |          |               |
|      | Wendel Hoffmann              |            | 1581/82        |                                           |          |               |
|      | Hans Vogler                  |            | 1582–1587      |                                           |          |               |
|      | Hans Heinrich Nater          |            | 1584           |                                           |          |               |
|      | Hans Portenier               |            | 1588–1598      |                                           |          |               |
|      | Peter Gruber                 | 1628       | 1598–1612      |                                           |          |               |
|      | Hans Rudolf Brunegger        | 1622       | 1614/15        |                                           |          |               |
|      | Jakob Kurz                   |            | 1603–1620      |                                           |          |               |
|      | Niklaus Dillis               |            | 1602           |                                           |          |               |
|      | Hans Dillis d. J.            |            | 1606           |                                           |          |               |
|      | Niklaus Egli                 |            | 1613           |                                           |          |               |
|      | Samuel Dillis                | † 1660     | 1656–1660      |                                           |          |               |
|      | David Dillis                 |            | 1656–1660      |                                           |          |               |
|      | Hans Rudolf Hubmüller        |            | 1621–1624      |                                           |          |               |
|      | Hans Brunegger               |            | 1633–1635      |                                           |          |               |
|      | Wilhelm Kurz                 |            | 1622           |                                           |          |               |
|      | Hans Jacob Schönweitz        |            | um 1626        |                                           |          |               |
|      | Hans Lienhard Fehr           |            | 1625           |                                           |          |               |
|      | Jakob Kurz d. J.             |            | 1659/60        |                                           |          |               |
|      | Hans Ulrich Fehr             |            | 1625           |                                           |          |               |
|      | Johannes Küng                |            | 1657–1692      |                                           |          |               |
|      | Samuel Schönweitz            | † 1663     | 1656           |                                           |          |               |
|      | Jakob Hermann                |            | 1667/68        |                                           |          |               |
|      | Lienhard Hubmüller           |            | 1661           |                                           |          |               |
|      | Jakob Weyermann              | 1624–1690  | 1666           |                                           |          |               |
|      | Daniel Kurz                  |            | 1666           |                                           |          |               |
|      | Abraham Benedikt             |            | 1681–1708      |                                           |          |               |
|      | Jakob Diwy                   |            |                |                                           |          |               |
|      | Hans Ulrich Fehr d. J.       | † 1690     | 1681–1684      |                                           |          |               |
|      | Hans Heinrich Hess           | † 1690     | 1685–1698      |                                           |          |               |
|      | Emanuel Mader                |            | 1688           |                                           |          |               |
|      | Emanuel Isenschmid           |            | 1690           |                                           |          |               |
|      | Hans Rudolf Schönweitz       |            | 1705–1711      |                                           |          |               |
|      | Johannes Fehr                |            | 1703           |                                           |          |               |
|      | Hans Jakob Hermann           |            | 1715–1721      |                                           |          |               |
|      | Beat Ludwig Isenschmid       |            | 1706           |                                           |          |               |
|      | David Benedikt               |            | 1709–1724      |                                           |          |               |
|      | Daniel Dick                  |            | 1709           |                                           |          |               |
|      | Johannes Spengler            |            | 1711–1736      |                                           |          |               |
|      | Jakob Fruting                | 1672–1728  |                |                                           |          |               |
|      | Samuel Hebler                | 1686–1755  | 1742           |                                           |          |               |
|      | Johann Rudolf Fetscherin [?] |            | 1714–1764      |                                           |          |               |
|      | Jacob Hartmann               |            | 1722–1724      |                                           |          |               |
|      | Samuel Isenschmid            | 1707–1752  | 1737           |                                           |          |               |
|      | Gottlieb Emanuel Hermann     | 1716–1778  | 1746–1764      |                                           |          |               |
|      | Wilhelm Emanuel Dittlinger   | 1718–1799  | 1741–1791      |                                           |          |               |
|      | Johann Jakob Fruting         | 1718–1795  | 1742–1767      |                                           |          |               |
|      | Hans Rudolf Fruting          |            |                |                                           |          |               |
|      | Johann Anton Hermann         |            |                |                                           |          |               |
|      | Samuel Alexander Jenner      |            |                |                                           |          |               |
|      | Rudolf Küpfer                |            |                |                                           |          |               |
|      | Niklaus Hebler               |            |                |                                           |          |               |
|      | Augustin Willading           | † 1798     | 1758–1765      |                                           |          |               |
|      | Franz Rudolf Frisching       | 1733–1807  | 1760–1776      | Besitzer der Fayence-Manufaktur Frisching |          |               |
|      | David Scheurmeister          |            | 1763–1765      |                                           |          |               |
|      | Isaak Aebersold              |            | 1764–1784      |                                           |          |               |
|      | Emanuel Jakob Fruting        | † 1798     | 1790–1797      |                                           |          |               |
|      | Jacob Lager                  |            | 1778           |                                           |          |               |
|      | Samuel Scheurmeister         |            | 1780–1795      |                                           |          |               |
|      | Samuel Daniel Fetscherin     | 1758–1809  | 1784–1797      |                                           |          |               |
|      | Johann Andreas Gaudard       | † 1840     | 1792           |                                           |          |               |
|      | Johannes Lager               |            | 1793–1819      |                                           |          |               |
|      | Johannes Fruting [?]         |            | 1794–1797      |                                           |          |               |

## Brugg
| Bild | Name            | Lebenszeit | Tätig, zünftig | Bemerkungen | Signatur | Bild Signatur |
| ---- | --------------- | ---------- | -------------- | ----------- | -------- | ------------- |
|      | Heinrich Hummel |            | 1799           |             |          |               |

## Burgdorf
| Bild | Name                        | Lebenszeit | Tätig, zünftig | Bemerkungen | Signatur | Bild Signatur |
| ---- | --------------------------- | ---------- | -------------- | ----------- | -------- | ------------- |
|      | Johann Jakob Gammeter       | 1734–1805  |                |             |          |               |
|      | Emanuel Aeschlimann         | 1751–1832  |                |             |          |               |
|      | Johann Heinrich Aeschlimann | 1751–1832  |                |             |          |               |

## Erlach
| Bild | Name                    | Lebenszeit | Tätig, zünftig | Bemerkungen | Signatur  | Bild Signatur |
| ---- | ----------------------- | ---------- | -------------- | ----------- | --------- | ------------- |
|      | Konrad Merk             |            | 1646–1692      |             |           |               |
|      | Johannes Roth           |            | 1666–1692      |             |           |               |
|      | Abraham Künzi I.        |            | 1696–1727      |             | AB Küntzi |               |
|      | Daniel Künzi            |            | 1709           |             |           |               |
|      | Abraham Künzi II.       |            | 1728           |             |           |               |
|      | Konrad Merk             |            | 1646–1692      |             |           |               |
|      | Johann Heinrich Bertram |            | 1753–1760      |             |           |               |

## Langnau
| Bild | Name                  | Lebenszeit | Tätig, zünftig                | Bemerkungen                             | Signatur | Bild Signatur |
| ---- | --------------------- | ---------- | ----------------------------- | --------------------------------------- | -------- | ------------- |
|      | Georg Hürby           |            | 1621–1630                     |                                         |          |               |
|      | Niklaus Herrmann      |            | 1674–1676                     |                                         |          |               |
|      | Christen Jost         | 1672–1751  |                               |                                         |          |               |
|      | David Herrmann        |            | 1682                          |                                         |          |               |
|      | Hans Neuenschwander   |            | 1689                          |                                         |          |               |
|      | Daniel Neuenschwander |            | 1692                          |                                         |          |               |
|      | Samuel Baur           |            | 1699                          |                                         |          |               |
|      | Hans Herrmann I.      |            | 1728?                         |                                         |          |               |
|      | Hans Herrmann II.     |            | 1735–1754                     |                                         |          |               |
|      | Christen Herrmann     |            | 1742/43                       |                                         |          |               |
|      | Michel Jost           |            | 1757                          |                                         |          |               |
|      | Christen Jost         |            | 1757                          |                                         |          |               |
|      | Daniel Herrmann I.    | 1736–1798  | 1768–1773?                    | Leiter der Fayence-Manufaktur Frisching |          |               |
|      | Hans Herrmann III.    |            | 1762 in Bern, 1769 in Langnau |                                         |          |               |
|      | Hans Herrmann IV.     |            | 1763, 1769                    |                                         |          |               |
|      | Daniel Herrmann II.   |            | 1762–1787                     |                                         |          |               |
|      | Daniel Herrmann III.  |            | 1762–1787                     |                                         |          |               |

## Lausanne
| Bild | Name                | Lebenszeit | Tätig, zünftig | Bemerkungen | Signatur | Bild Signatur |
| ---- | ------------------- | ---------- | -------------- | ----------- | -------- | ------------- |
|      | François Pollien I. |            | 1770           |             |          |               |

## Lenzburg
| Bild | Name                  | Lebenszeit | Tätig, zünftig | Bemerkungen | Signatur | Bild Signatur |
| ---- | --------------------- | ---------- | -------------- | ----------- | -------- | ------------- |
|      | Andreas Frey I.       |            | 1744           |             |          |               |
|      | Johann Jakob Frey     |            | 1775–1796      |             |          |               |
|      | Johannes Seiler d. J. | 1746–1817  |                |             |          |               |
|      | Andreas Frey II.      | 1769–1856  |                |             |          |               |

## Vevey
| Bild | Name                 | Lebenszeit | Tätig, zünftig | Bemerkungen | Signatur | Bild Signatur |
| ---- | -------------------- | ---------- | -------------- | ----------- | -------- | ------------- |
|      | Jean-Ulrich Küchly   |            | 1765           |             |          |               |
|      | Balthasar Zimmermann |            | 1770           |             |          |               |

## Zofingen
| Bild | Name                    | Lebenszeit | Tätig, zünftig | Bemerkungen | Signatur | Bild Signatur |
| ---- | ----------------------- | ---------- | -------------- | ----------- | -------- | ------------- |
|      | Johann Ludwig Zurlinden | 1775–1846  |                |             |          |               |